# 安徽力天足球俱乐部
安徽力天足球俱乐部是位于安徽省安庆的一家中国足球俱乐部。

## 历史
俱乐部最初创立于2014年8月25日，安徽省当地体育总局在安徽力天集团投资下建立了安徽力天足球俱乐部，并于9月3日在中国足球协会官方注册完毕。在第一次参赛的赛季，他们赢得了2014年中国足球协会业余联赛东大区（扬州赛区）冠军，进军中国足球协会业余联赛并以第九名完赛。在成功的第一个赛季后俱乐部的经营方式获准注册为职业足球队，参加中国足协的第三级别联赛。在作为职业个体的第一个赛季，俱乐部的老板们寻求立即升到顶级联赛，但主教练尚青未能带队杀入附加赛，被丁伟作为代理主教练所取代。2015年7月1日达尔科·诺维奇就任主教练，但也未能在赛季末带队进入附加赛。2015赛季后，他们把一线队及在中国足球乙级联赛的参赛名额让给了黑龙江火山鸣泉足球俱乐部，只参加青年比赛。
2021年，他们重建了一线队阵容参加了2021年中国足球冠军联赛，但在小组赛阶段垫底告终。

## 赛果
| 年份 | 级别 | 赛 | 胜 | 平 | 负 | 进球 | 失球 | 净胜球 | 积分 | 排名 | 足协杯 | 超级杯 | 亚洲足球联合会 | 上座 | 场馆                 |
| ---- | ---- | -- | -- | -- | -- | ---- | ---- | ------ | ---- | ---- | ------ | ------ | -------------- | ---- | -------------------- |
| 2014 | 4    |    |    |    |    |      |      |        |      | 9    | DNQ    | DNQ    | DNQ            |      |                      |
| 2015 | 3    | 14 | 5  | 5  | 4  | 23   | 15   | 8      | 20   | 51   | R3     | DNQ    | DNQ            |      | 合肥奥林匹克体育中心 |